# Orianne Garcia
Pour les articles homonymes, voir García.
Orianne Garcia, née le 27 juin 1972, est une personnalité française du monde internet.

## Biographie
Son père était enseignant en arts plastiques en collège, et sa mère employée dans un laboratoire du CNRS.
Elle est titulaire d'une maîtrise de lettres de la Sorbonne.
Avec Alexandre Roos et Christophe Schaming, elle a créé Lokace en 1994, un moteur de recherche francophone, qui a ensuite été revendu au fournisseur d'accès Internet Infonie. Le même trio a créé le premier fournisseur d’adresses électroniques gratuites en France, à savoir CaraMail en 1997 qui a été revendu au plus haut de la bulle internet en 2000, au groupe Spray. 
Les trois mêmes personnes ont ensuite pris la direction de Lycos France après le rachat de Spray.
En 2001, Orianne Garcia déclare publiquement son soutien à Jacques Chirac pour la présidentielle 2002 dans VSD (magazine). Alexandre Roos et Christophe Schaming ont été écartés de la direction de Lycos en novembre 2003 tandis qu'Orianne Garcia restait directrice générale jusqu'en décembre 2004.
Elle a coanimé avec Florian Gazan une émission dominicale de 13 minutes sur France 3 (3×+Net de septembre 1999 à décembre 2001). Elle a été chroniqueuse sur Paris Première (Rive Droite/Rive Gauche et Field devant le poste de 2001 à 2003).
Elle est la marraine de la promotion 2002 des ingénieurs de l'École Nationale Supérieure de l'Électronique et de ses Applications (Ensea) aux côtés de Bernard Plano.
En 2006, on retrouve Alexandre Roos, Christophe Schaming et Orianne Garcia dans l'équipe dirigeante d'un site de ventes de lentilles de contact par correspondance, domicilié en Allemagne (lentilles-moins-cher.com), qui recense plus de 12 000 clients de 2005 à 2007.
En 2011, elle publie Comment je suis devenue millionnaire grâce au net... sans rien y comprendre aux éditions Albin Michel. Elle y raconte l'incroyable épopée de CaraMail, premier service de mails gratuits en français, et les coulisses de la net-économie en France avant, et après l'éclatement de la bulle Internet en 2000.